# Lyddæmper
En lyddæmper er en cylinder, der kan sættes på løbet af en pistol eller riffel. Når skuddet affyres, passerer projektilet gennem lyddæmperen, der består af en række kamre, som gastrykket ledes ud i. Her 'udjævnes' den bratte trykforøgelse fra krudtforbrændingen, og dermed fjerner den skarpe og høje lyd af skuddet.
Anvendelsen af lyddæmper reducerer projektilets hastighed og skuddets præcision.
En lyddæmper virker ikke på en revolver, da der er en utæthed mellem kammer og løb.
| Våben | Spire Denne artikel om våben er en spire som bør udbygges. Du er velkommen til at hjælpe Wikipedia ved at udvide den. |